# رسم قاعة المحكمة

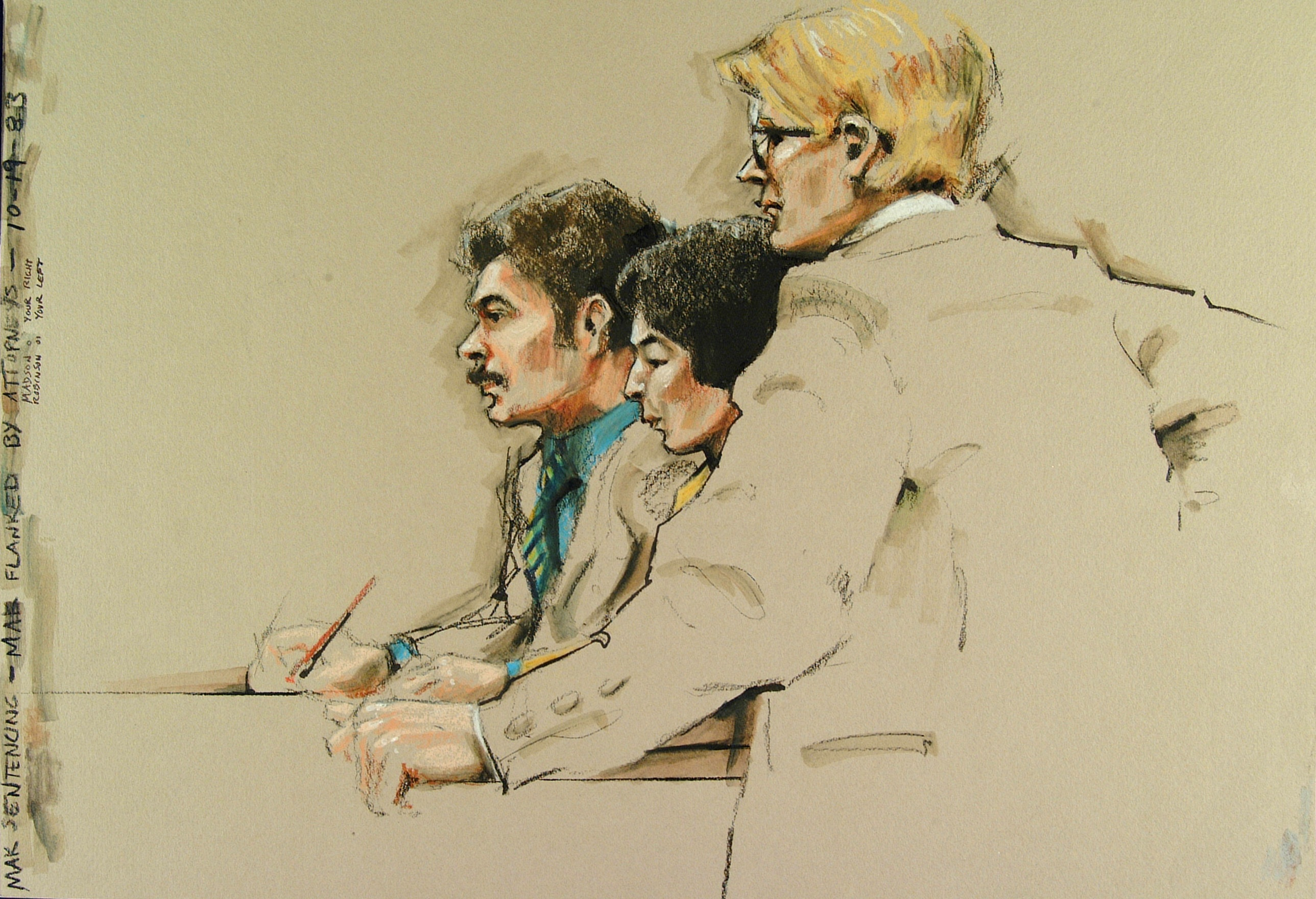
رسم قاعة المحكمة لمحاكمة شخص متهم يحيط به محاموه، وقد تم رسمه في حوالي عشر دقائق.

رسم قاعة المحكمة عبارة عن تصوير فني للمحاكمات التي تجري في قاعات المحاكم. ومن أجل منع التشتيت والحفاظ على خصوصية المشاركين في إجراءات المحاكمات، لا يسمح بدخول الكاميرات إلى قاعات المحاكم في العديد من نطاقات الاختصاص القضائي. ويفرض ذلك على وسائل الإعلام الاعتماد على فناني الاسكتشات من أجل عمل رسومات للمحاكمات.

## عمل رسومات قاعات المحاكم
يحضر رسامو قاعات المحاكم الإجراءات كأفراد من العامة. في المملكة المتحدة
 وهونغ كونغ،
لا يسمح لرسامي قاعات المحاكم برسم الإجراءات في الواقع أثناء الوجود في المحكمة، وبالتالي يجب أن يقوموا برسم الرسومات الخاصة بهم من الذاكرة بعد مغادرة قاعة المحكمة.
ويمكن أن يلتقط رسامو قاعات المحاكم لحظة معينة ويقومون برسمها على الورق ثم بيع تلك الرسومات إلى المنافذ الإعلامية التي لا يمكن أن تحصل على سجل مرئي للمحاكمة بأي طريقة أخرى. وغالبًا ما يتم استخدام أقلام الباستيل الملونة، إلا أن الفنانين يستخدمون كذلك الأقلام الرصاص وأقلام الفحم وغيرها من المواد التي تناسب رسم الاسكتشات. ويمكن أن يقوم الفنان العامل بالقطعة والذي له ثقله والعامل في المحاكم كثيفة الحركة بالعمل لما يصل إلى 45 ساعة في الأسبوع. ويمكن أن يتم دفع المقابل لهم بالاسكتش، أو من خلال الحصول على بدل يومي. ويمكن أن يتم بيع الرسومات إلى المحطات التلفزيونية أو المحطات الإخبارية أو الصحف أو حتى للمحامين أو القضاة الذين يرغبون في الاحتفاظ بصورة تذكارية لمحاكمة معينة. كما يمكن كذلك شراء رسومات قاعات المحاكم من أجل الأرشيفات المؤسسية، إذا كانت تصور محاكمة ذات أهمية تاريخية. وقد تم شراء المجموعة الكاملة لرسومات قاعة المحاكمة الخاصة بمحاكمة ليندي تشامبرلين من خلال المتحف الأسترالي الوطني من هيئة الإذاعة الأسترالية (ABC).
ويجب أن يعمل رسام رسومات قاعات المحاكم بسرعة، خصوصًا أثناء جلسات توجيه الاتهام، حينما يظهر أحد الشهود أمام المحكمة لعدة دقائق فقط. ويمكن إنتاج رسم يمكن أن يعرض على التلفاز في تلك اللحظة، ويمكن عرضه على التلفاز على الفور بعد انتهاء المحاكمة.

## معلومات تاريخية

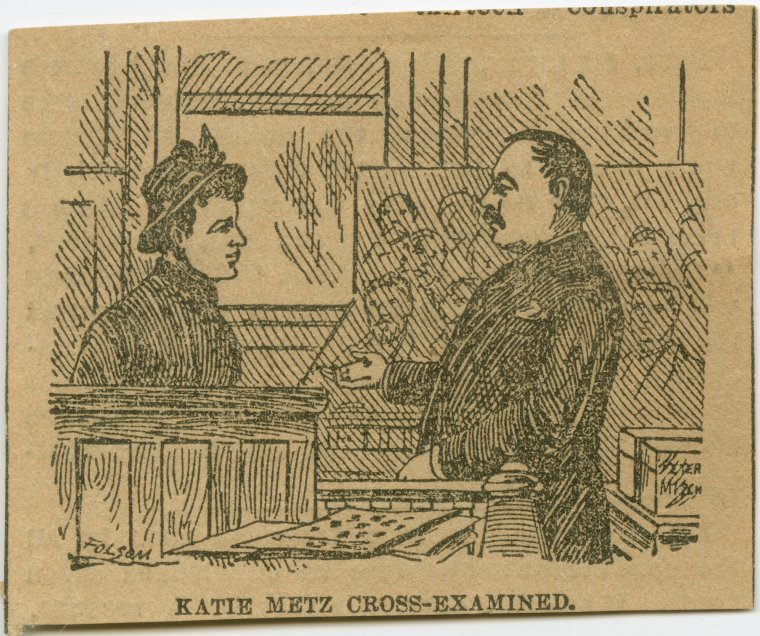
رسم لقاعة محكمة في عام 1889 من محاكمة عضو المجلس المحلي السابق توماس كليري نشر في صحيفة نيويورك تايمز.

تعود رسومات قاعات المحاكم في الولايات المتحدة إلى فترة سابقة تعود إلى محاكمات سحرة سالم أثناء القرن السابع عشر. وكان رسامو قاعات المحاكم موجودين أثناء محاكمة المتحرر جون براون. ومع منتصف القرن التاسع عشر، كان هناك رسامو ونقاشو قاعات محاكم مميزين ومعروفين للغاية مثل جورج كاليب بنغام وديفيد جي بليث. وقد تمت إعادة إنتاج هذه الرسومات في شكل نقوش في المنشورات المطبوعة في تلك الفترة، قبل أن يكون التصوير الفوتوغرافي خيارًا عمليًا للتغطية الإخبارية في غرف المحاكم. وقد أصبح الإنتاج الشامل للصور الفوتوغرافية الإخبارية أكثر انتشارًا في الخمسينيات من القرن العشرين، إلا أن المحاكم كانت مترددة في السماح بدخول الكاميرا أو الرسامين إلى قاعات المحاكمات حيث كان ينظر إلى ذلك على أنه نوع من أنواع التشتيت. وقد عارض الفنان إيدا ليبي دينجروف هذه القيود، وبدأت قاعات المحاكم، بشكل تدريجي، في السماح لفناني الرسوم بالعمل أثناء الجلوس في شرفة الجمهور أثناء المحاكمات.
وقد تم السماح بدخول الكاميرات للمرة الأولى إلى قاعات المحاكم في الولايات المتحدة في أواسط الثمانينيات من القرن العشرين. ومنذ ذلك الحين، انخفض الطلب على رسومات قاعات المحاكم. إلا أنه ما زال يتم استخدامها عندما لا يكون مسموحًا بدخول الكاميرات إلى قاعات المحاكم، مثل محاكمة برادلي مانينغ.

## وصلات خارجية
- A British perspective
- An American perspective
- A personal perspective